# Southern Shores
Southern Shores és un poble dels Estats Units a l'estat de Carolina del Nord. Segons una estimació del 2008 tenia 2.587 habitants.

## Demografia
Segons el cens del 2000, Southern Shores tenia 2.201 habitants, 946 habitatges i 725 famílies. La densitat de població era de 208,8 habitants per km².
Dels 946 habitatges en un 21,8% hi vivien nens de menys de 18 anys, en un 71,6% hi vivien parelles casades, en un 3,7% dones solteres, i en un 23,3% no eren unitats familiars. En el 20,2% dels habitatges hi vivien persones soles el 9,5% de les quals corresponia a persones de 65 anys o més que vivien soles. El nombre mitjà de persones vivint en cada habitatge era de 2,33 i el nombre mitjà de persones que vivien en cada família era de 2,64.
Per edats la població es repartia de la següent manera: un 18,6% tenia menys de 18 anys, un 2,7% entre 18 i 24, un 17,4% entre 25 i 44, un 36,5% de 45 a 60 i un 24,9% 65 anys o més.
L'edat mediana era de 51 anys. Per cada 100 dones de 18 o més anys hi havia 93,2 homes.
La renda mediana per habitatge era de 61.676 $ i la renda mediana per família de 68.250 $. Els homes tenien una renda mediana de 41.563 $ mentre que les dones 31.875 $. La renda per capita de la població era de 35.933 $. Entorn de l'1,6% de les famílies i el 3,1% de la població estaven per davall del llindar de pobresa.

## Poblacions més properes
El següent diagrama mostra les poblacions més properes.